# Distretto di Ėrdėnėcogt
Il distretto di Ėrdėnėcogt è uno dei venti distretti (sum) in cui è suddivisa la provincia di Bajanhongor, in Mongolia. Conta una popolazione di 4.235 abitanti (censimento 2006).